# Emmanuel Toku
Emmanuel Toku (Kumasi, 10 luglio 2000) è un calciatore ghanese, centrocampista dell'AEL Limassol in prestito dall'OH Lovanio.

## Caratteristiche tecniche
È un trequartista.

## Carriera

### Club
Debutta fra i professionisti il 25 ottobre 2019 con la maglia del Fremad Amager in occasione del match di 1. Division pareggiato 1-1 contro l'HB Køge.
Dal 2021 al 2023 ha giocato nella prima divisione bulgara con la maglia del Botev Plovdiv.
Il 2 agosto 2024 viene acquistato dall'AEL Limassol.

### Nazionale
Nel 2017 è stato finalista perdente nel campionato africano Under-17.

## Statistiche

### Presenze e reti nei club
Statistiche aggiornate al 6 maggio 2022.
| Stagione        | Squadra         | Campionato      | Campionato | Campionato | Coppe nazionali | Coppe nazionali | Coppe nazionali | Coppe continentali | Coppe continentali | Coppe continentali | Altre coppe | Altre coppe | Altre coppe | Totale | Totale |
| Stagione        | Squadra         | Comp            | Pres       | Reti       | Comp            | Pres            | Reti            | Comp               | Pres               | Reti               | Comp        | Pres        | Reti        | Pres   | Reti   |
| --------------- | --------------- | --------------- | ---------- | ---------- | --------------- | --------------- | --------------- | ------------------ | ------------------ | ------------------ | ----------- | ----------- | ----------- | ------ | ------ |
| 2019-2020       | Fremad Amager   | 1D              | 18         | 3          | CD              | 1               | 0               |                    | -                  | -                  |             | -           | -           | 19     | 3      |
| 2020-2021       | Fremad Amager   | 1D              | 16         | 6          | CD              | 4               | 3               |                    | -                  | -                  |             | -           | -           | 20     | 9      |
| 2020-2021       | Botev Plovdiv   | 1L              | 10+6       | 0+3        | CB              | 1               | 0               |                    | -                  | -                  |             | -           | -           | 17     | 3      |
| 2021-2022       | Botev Plovdiv   | 1L              | 26+5       | 4+0        | CB              | 1               | 0               |                    | -                  | -                  |             | -           | -           | 32     | 4      |
| 2022-2023       | Botev Plovdiv   | 1L              | 2          | 0          | CB              | 0               | 0               | UECL               | 1                  | 0                  |             | -           | -           | 3      | 0      |
| Totale carriera | Totale carriera | Totale carriera | 83         | 16         |                 | 7               | 3               |                    | 1                  | 0                  |             | -           | -           | 91     | 19     |